# Afua Richardson
Afua Njoki Richardson (née le 25 avril 1980 à Brooklyn) est une dessinatrice de bande dessinée américaine qui travaille pour Marvel Comics et DC Comics.